# جیمز اسکات
جیمز اسکات (انگلیسی: James Scott؛ زادهٔ ۱۴ ژانویهٔ ۱۹۷۹) بازیگر اهل بریتانیا است. وی بین سال‌های ۲۰۰۴ تا ۲۰۱۶ میلادی فعالیت می‌کرد.